# Бирносово
Би́рносово (укр. Бірносове) — село, относится к Захарьевскому району Одесской области Украины.
Население по переписи 2001 года составляло 170 человек. Почтовый индекс — 66721. Телефонный код — 4860. Занимает площадь 1,41 км². Код КОАТУУ — 5125283203.

## История
Год основания: есть упоминания ранее 1813 года. Сначала образовалась как слобода Бирносовой. Скорее всего здесь размещался пост Бугских казаков, для охраны по Днестру.
В данной слободе получили земельные наделы и проживали родоначальники семейства Колчак-Кольчак. Согласно Делу о дворянстве Лукьян Харитонович Колчак, прадед адмирала Александра Колчака, проживал именно здесь.
Кроме этого, согласно Метрических записей Одесского государственного архива, здесь проживали дворяне с фамилией Колчак-Кольчак, что скорее всего была одна семья.
5 октября 1813 года рожден, а 6 крещен Иаков(Яков) сын дворянина Федора Колчака и его жены Анастасии, жителями слободы Бирнос
Восприемником был той же слободы дворянин Дмитрий Годулян (Метрическая книга с. Перешоры Николаевской церкви на 1813; ГАОО 37-3-312 л. 487)
7 октября 1826 обвенчаны поручик Василий Негрескул и девица Марфа дочь слободы Бирносовой помещика сотника Лукьяна Колчака
Поручителем был поручик Андрей Онилов (Метрическая книга с. Перешоры Николаевской церкви на 1826 год; ГАОО 37-3-322 л. 513.)
13 февраля 1827 года умерла и погребена помещика сотника Лукьяна Колчака жена Евдокия, 44 года, жительница слободы Бирносовой
Чахоткой (Метрическая книга с. Перешоры Николаевской церкви на 1827 год; ГАОО 37-3-524 л. 374)
6 апреля 1839 года обвенчаны деревни Бирносовой коллежский регистратор
Мирон Парфеньев Григорашенко,
православный первым браком, 27 лет, и
девица Мария Лукьяновна
деревни Бирносовой помещика сотника Лукьяна Харитоновича Колчака дочь, православная, 26 лет
Поручителями были
по жениху
Аккерманский мещанин Логгин Парфениев Григорашенко
Кишиневский житель Афанасий Лукьянович Лупша
по невесте
сотник Лукьян Харитонович Колчак
Одесский мещанин Иван Калиникович Колчак
Одесский мещанин Семен Григорьевич Юраш (Метрическая книга с. Перешоры Николаевской церкви на 1839 год)

## Местный совет
66721, Одесская обл., Захарьевский р-н, с. Новозарицкое